# Pyrota insulata
Pyrota insulata es una especie de coleóptero de la familia Meloidae.

## Distribución geográfica
Habita en México  y Texas.